# Madonna (...And You Will Know Us by the Trail of Dead)
Madonna è il secondo album del gruppo texano ...And You Will Know Us by the Trail of Dead. Fu pubblicato il 19 ottobre del 1999 dalla Merge Records.

## Tracce
1. And You Will Know Them… – 0:31
2. Mistakes & Regrets – 3:46
3. Totally Natural – 4:16
4. Blight Takes All – 4:43
5. Clair de Lune – 3:26
6. Flood of Red – 3:53
7. Children of the Hydra's Teeth – 1:22
8. Mark David Chapman – 4:10
9. Up from Redemption – 0:22
10. Aged Dolls – 7:17
11. The Day the Air Turned Blue – 1:03
12. A Perfect Teenhood – 5:17
13. Sigh Your Children – 5:22 (contenente una traccia nascosta)

L'ottava traccia è dedicata a Mark David Chapman, l'assassino di John Lennon.